# Minaret Silsilah

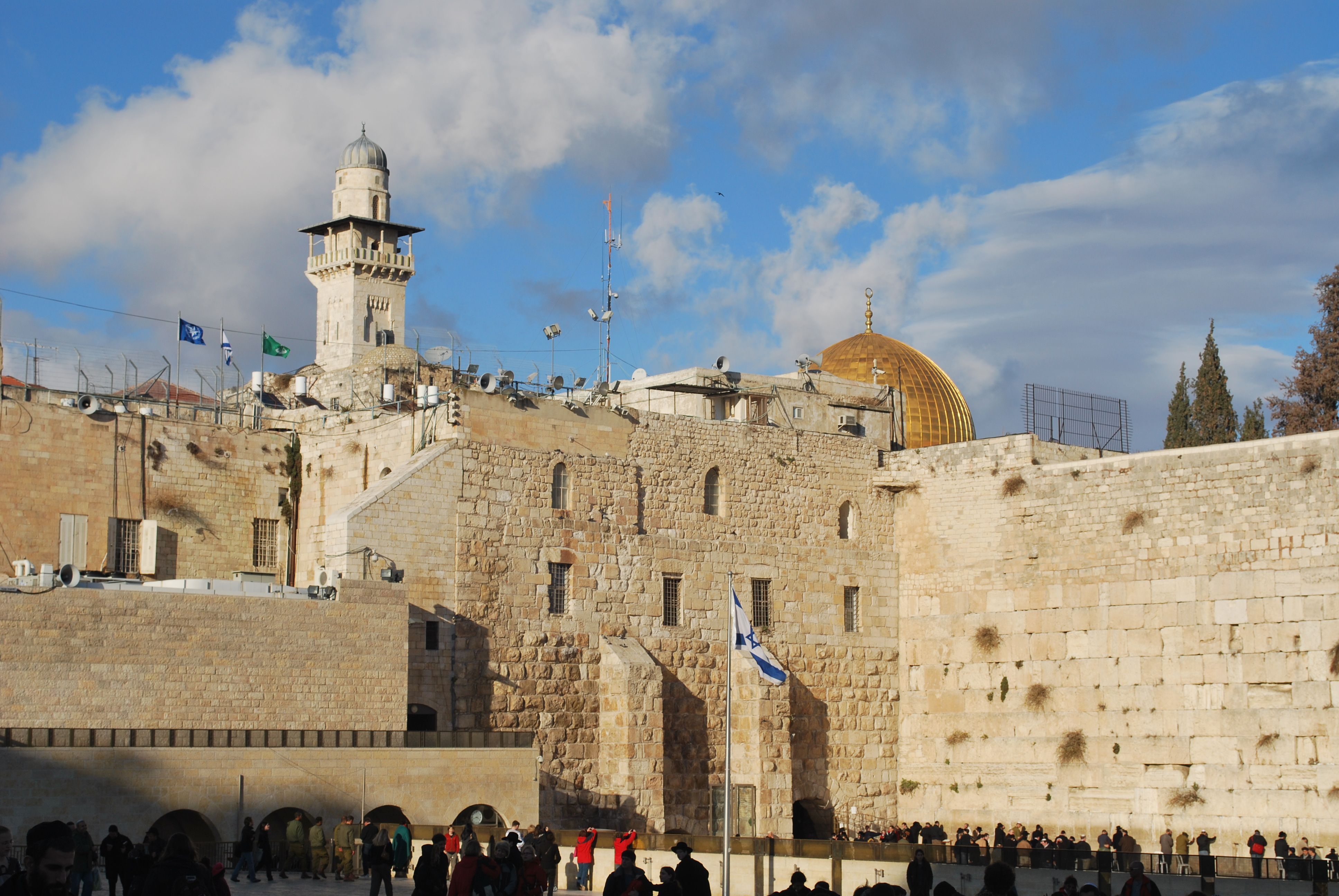
Minaret Silsilah

Le minaret Silsila est l'un des quatre minarets du Mont du Temple, à Jérusalem, il est proche du mur occidental. Dès le XVIe siècle, il était de tradition que de ce minaret fasse le premier appel à la prière, suivi par les voix des autres muezzins de la ville.
Construit en 1329-1330 dans le type traditionnel de la tour carrée syrienne entièrement en pierre, ce minaret a probablement remplacé un ancien minaret omeyyade. Au XIXe siècle, le sommet a été reconstruit dans le style ottoman, après avoir été endommagé par un tremblement de terre.